# Bere Ferrers
Bere Ferrers – wieś i civil parish w Anglii, w Devon, w dystrykcie West Devon. W granicach parish council leżą także Bere Alston. W 2011 roku civil parish liczyła 2989 mieszkańców. We wsi znajduje się stacja kolejowa. Bere Ferrers jest wspomniana w Domesday Book (1086) jako Birland/Birlanda.